# Save Your Kisses for Me
«Save Your Kisses for Me» — песня британской группы Brotherhood of Man, с которой она выиграла Евровидение-1976. Авторы стихов и музыки — Тони Хиллер, Ли Шеридан и Мартин Ли (продюсер группы и двое её участников).

## История создания
«Save Your Kisses for Me» была первоначально написана Ли Шериданом в августе 1974 года. Однако когда он принёс рабочие материалы в студию, другие участники группы сочли песню неподходящей и переработали её, дав работе название «Oceans of Love». Шеридану изменения не понравились, и песню решено было положить на полку. Тем не менее, через год, когда группе недоставало одной песни для нового альбома, Шеридан снова предложил записать «Save Your Kisses for Me». В этот раз его предложение было принято.
Вскоре после этого менеджер группы Тони Хиллер решил, что группе имеет смысл попробовать свои силы на Евровидении. Выбрав «Save Your Kisses for Me», Brotherhood of Man попали в число 12 финалистов и 25 февраля 1976 года победили в шоу A Song for Europe (британский отборочный тур в 1961—1995 годах).
В финале конкурса, проходившем в Гааге, Нидерланды, песня стала первой, набрав 164 очка.
Песня стала наиболее коммерчески успешной за всё время существования группы и остаётся таковой по сей день. Также она является единственным синглом Brotherhood of Man, попавшим в американские чарты (27-я позиция). Кроме того, «Save Your Kisses for Me» по сей день входит в число 100 наиболее продаваемых синглов всех времён в Великобритании.

## Чарты
| Страна         | Высшая позиция (1976) |
| -------------- | --------------------- |
| Австрия        | 3                     |
| Бельгия        | 1                     |
| Франция        | 1                     |
| Германия       | 2                     |
| Ирландия       | 1                     |
| Италия         | 41                    |
| Нидерланды     | 1                     |
| Новая Зеландия | 9                     |
| Норвегия       | 1                     |
| ЮАР            | 4                     |
| Швеция         | 6                     |
| Швейцария      | 2                     |
| Великобритания | 1                     |
| США            | 27                    |